# Christian Aubert (acteur)
Pour les articles homonymes, voir Aubert et Christian Aubert.
Christian Aubert est un acteur français.

## Filmographie
- 1981 : Au théâtre ce soir : Le Pique-assiette d'Ivan Tourgueniev, mise en scène Jacques Mauclair, réalisation Pierre Sabbagh, Théâtre Marigny
- 1982 : Les Invités (téléfilm) : Un journaliste
- 1982 : Le Serin du major (téléfilm)
- 1984 : Rue Carnot (série télévisée) : Giorgio
- 1994 : Deux cow-boys à New York (The Cowboy Way) : Jacques
- 1998 : Le Témoin du Mal (Fallen) de Gregory Hoblit : Prof. Louders
- 1998 : La Cité des anges (City of Angels) : Foreign Visitor in Car
- 1998 : Godzilla : Jean-Luc
- 1999 : The Glass Jar : Chauffer
- 1999 : Wild Wild West : French Dignitary

## Théâtre
- 1979 : Danton et Robespierre d'Alain Decaux, Stellio Lorenzi et Georges Soria, mise en scène Robert Hossein,    Palais des congrès de Paris